# Мєшков Микола Васильович

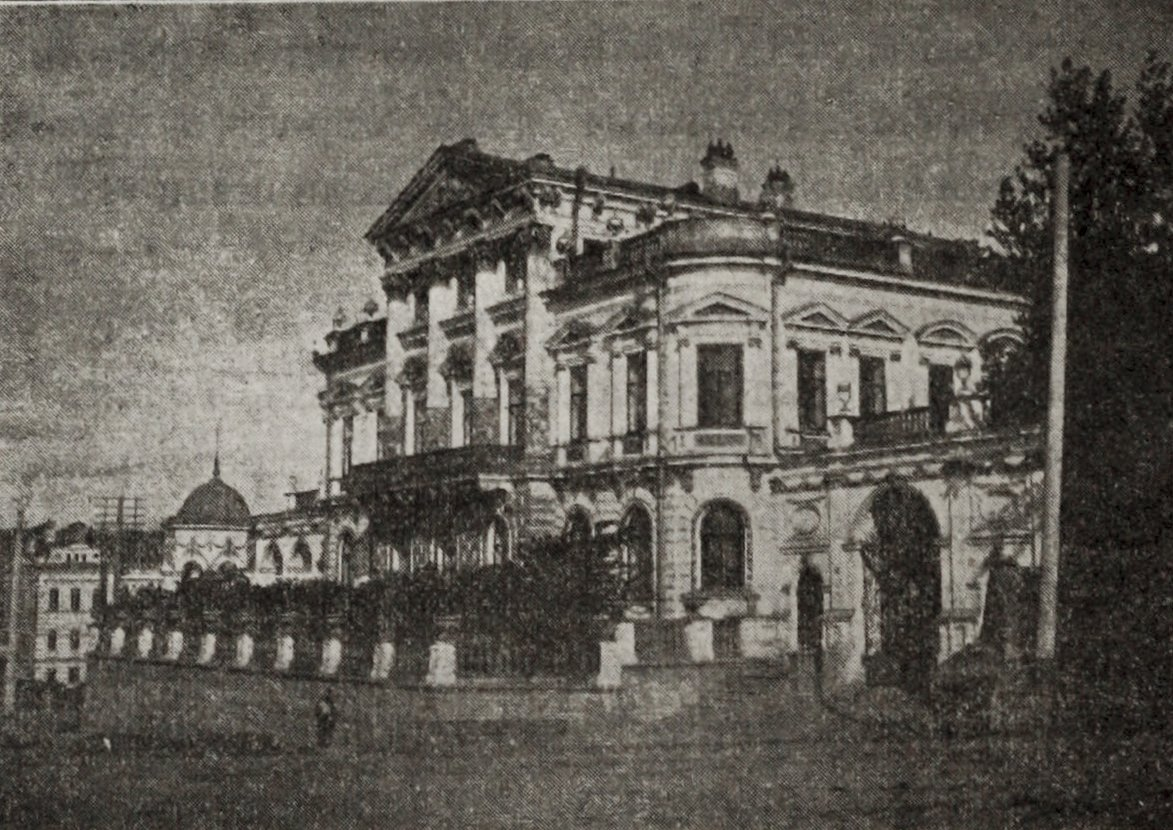
Будинок Миколи Мєшкова (архітектор Олександр Турчевич).

Микола Васильович Мєшков (рос. Николай Васильевич Мешков; * 30 травня (11 червня) 1851, Весьєгонськ, Тверська губернія, Російська імперія — † 19 червня 1933, Москва, СРСР) — російський купець, благодійник і громадський діяч.

## Біографія
Микола Мєшков народився в сім'ї Василя Миколайовича й Олени Іванівни Мєшкових. Батько служив у торговельній фірмі й достачав за кордон продовольство та шкіряну сировину. У 19 років Микола Мєшков влаштувався на роботу в Казані, в конторі купця Соболєва, що володів кількома пароплавами, баржами і пристанями в різних містах. У 1875 році перейшов на службу в Товаристві Волжсько-Камського пароплавства. Згодом за організаторські здібності був призначений «цілковито довіреним у басейні річки Кама». Після цього він одружився і в 1876-му переїхав до Пермі, а там спільно з компаньйоном — інспектором у галузі річкового страхування Михайлом Івановичем Шулятиковим (1845–1893) — відкрив власну справу. Компаньйони орендували пароплав «Пожва» і заробляли вантажними перевезеннями. У 1914 році Микола Мєшков придбав Товариство братів Ф. і Г. Каменських, яке стало називатися Товариство пароплавства і транспортування вантажів бр. Ф. і Г. Каменських і Мєшкова.
Перед Жовтневим переворотом статки Мєшкова становили майже 16 мільйонів рублів. Вантажообіг флоту, що належав йому на Камі і Волзі, за навігацію 1916 року перевищив 50 мільйонів пудів при загальній одноразовій вантажопідіймальності 17 мільйонів пудів. Про це свідчить пояснювальна записка, яку склав сам Мєшков у травні 1918-го. Цей флот налічував 27 поштово-пасажирських і 19 вантажних пароплавів.
Після Жовтневого перевороту Мєшков, на запрошення Красіна, працював у Наркоматі шляхів сполучення (1920–1931).
Помер у Москві 19 червня 1933 року. Похований на Німецькому кладовищі, ділянка 19.

## Громадська діяльність
Миколу Мєшкова не раз обирали гласним Пермської міської думи і губернського земського зібрання. Він сприяв відкриттю Пермського університету фінансував його й був обраний першим почесним членом цього навчального закладу. Про те, що ця допомога була значна, свідчив напис на фронтоні приміщення університету, присвячений матері Миколи Мєшкова: «Імени О. І. Мєшкової». Цей філантроп передав місту комплекс будівель, щоб заснувати Дім просвітницьких установ для незаможних водників, за що в 1914 році був удостоєний звання почесного громадянина Пермі. Відомий також відновленням в 1885–1889 роках однієї з архітектурних пам'яток Пермі, яку відтоді стали називати «Будинок Мєшкова».

## Родина
- Дружина — Віра Никанорівна (до шлюбу Болгарська)
- Дочка — Олена Мєшкова (у шлюбі Батюшкова); (1894–1975)
- Онука — Ірина Василівна Батюшкова (* 1916)